# Still Loving You
"Still Loving You" är en powerballad av rockgruppen Scorpions som finns med på albumet Love at First Sting som kom ut 1984. Låten kom på plats 22 på VH1s lista över de 25 bästa powerballaderna genom tiderna. Singeln sålde i enbart Frankrike, 1,7 miljoner exemplar.